# Yrjö Varpio
Yrjö Ilmari Varpio, född 7 november 1939 i Helsingfors, är en finländsk litteraturhistoriker.
Varpio avlade filosofie doktorsexamen 1973 och var 1980–2002 professor i inhemsk litteratur vid Tammerfors universitet.
Han har bedrivit forskning framför allt kring Lauri Viita och andra Tammerforsförfattare samt bland annat granskat vilket mottagande Väinö Linna fått utomlands. Bland hans arbeten märks Lauri Viita - kirjailija ja hänen maailmansa (1973), Hagar Olssonin näytelmä S.O.S. ja sen suhde ekspressionismiin (1975), Pentinkulma ja maailma (1978), Suomalaisen kirjallisuudentutkimuksen historia (1986), Matkalla moderniin Suomeen (1997) och Pohjantähden maa (1999) samt en stor biografi över Väinö Linna (2006).
Varpio var 1994–1999 huvudredaktör för det litteraturhistoriska verket Suomen kirjallisuushistoria. Han promoverades 1999 till hedersdoktor vid Tallinns pedagogiska universitet. 